# School days - 2015 -
「School days - 2015 -」（スクールデイズ 2015）は、 さくら学院のビデオシングル。2015年12月8日にデビュー5周年を記念し、5th Anniversary Video Singleとしてライブ会場及びアミューズアーティストオンラインショップ『アスマート』においてリリースされた。Blu-ray盤とDVD盤の２形態で発売。

## 概要
さくら学院のデビュー5周年を記念して、当時ミュージックビデオとしてデビュー・シングルに収録されていなかった『School days』を2015年度のメンバーで撮影を行い、5th Anniversary Video Single「School days -2015 -」と題して、ライブ会場及びアミューズアーティストオンラインショップ『アスマート』においてリリースされた。また特典として、2015年8月2日に出演した「TOKYO IDOL FESTIVAL 2015」での模様を収録したCD、さらにその「TOKYO IDOL FESTIVAL 2015」のリハーサルから本番までをドキュメンタリーに収めたメモリアル・パンフレット「Summer days - 2015 - 」が付属。

## 収録内容

### Disc 1 (Blu-ray / DVD)
1. 「School days」 Music Video
2. 「School days」 Dance ver.

### Disc 2 (CD)
2015.08.02「TOKYO IDOL FESTIVAL 2015」HOT STAGE
1. School days
2. Hello ! IVY
3. 夢に向かって